# Лисицы (Витебская область)
Лисицы (бел. Лісіцы) — деревня в Воропаевском сельсовете Поставского района Витебской области Белоруссии.

## География
Деревня расположена в 25 км от города Поставы и в 8 км от Воропаево.

## История
В 1781 году деревня впервые упоминается в метрических книгах Лучайского костела:
«Лисицы (Łysyca). 30 ноября 1781 года ксендз Виталис Скорубович окрестил мальчика по имени Андрей, сына Аса и Марианны Тышкевичей. Крестные — Павел Мацур с Теодорой Есманьчиковой».
В 1873 году в Лучайской волости Вилейского уезда Виленской губернии.
В 1905 году в деревне были 189 жителей и 264 десятин земли.
В результате советско-польской войны 1919—1921 гг. деревня оказалась в составе Лучайской гмины Дуниловичского повета Виленского воеводства (II Речь Посполитая).
В 1923 году — 35 дворов и 195 жителей.
В сентябре 1939 года деревня была присоединена к БССР силами Белорусского фронта РККА. Административно деревня входила в состав Лучайского сельсовета Поставского района Вилейской области БССР.
С 25 ноября 1940 года — в Дуниловичском районе.
В 1942 году немецко-фашистские каратели убили в деревне 33 жителей.
С 27 марта 1959 года — в Дуниловичском сельсовете.
В 1964 году — в Воропаевском сельсовете.
В 2001 году — 14 дворов, 22 жителя, в составе совхоза «Воропаево».